# 轰炸乌尔姆
乌尔姆位于德国巴登-符腾堡州，这座城市在第二次世界大战末的几个月里遭到了严重的轰炸。1944年12月17日，第一次轰炸也是最严重的轰炸总共造成707人死亡，613人受伤，25,000人无家可归。马吉鲁斯-多伊茨和凯斯鲍尔两个大型卡车工厂是这次轰炸的主要目标，还有其他几个重要的工业区，加上一些国防军营房和仓库。
在25分钟的轰炸中，317架兰开斯特轰炸机、13架蚊式轻型轰炸机共投下1,449吨炸弹，从市中心（Münsterplatz）开始，然后缓缓向西穿过工业和铁路地区进行轰炸。在被摧毁的14个建筑中，包括了盖尔维茨兵营和几家战地医院。而这座城市历史悠久的乌尔姆大教堂只受到了轻微的破坏。轰炸中，两架兰开斯特轰炸机被德军高射炮击落。
随后，英美两国的轰炸机于1945年3月1日和4月19日进行的轰炸，总共造成632人死亡。 到战争结束时，市中心81％的建筑被摧毁。 12,756座建筑物中只有1,763座完好无损。